# Benandanti
Benandanti (i ental benandante; av bene 'väl' och andante 'gående' (av andare 'gå')) var en ritualistisk sekt i Italien som var föremål för många förföljelser från inkvisitionen i Norditalien under 1600-talet, då dess medlemmar anklagades för såväl kätteri som häxeri. Sektens centrum låg i norra Italien, särskilt i trakterna kring distriktet Friuli.
Inkvisitionen hörde för första gången talas om sällskapet år 1575, då en man, Paolo Gasparutto, ställdes inför rätta anklagad för kätteri. Förhöret med Gasparutto beskriver Benandanti för första gången.

## Sekten
De som föddes med segerhuva blev automatiskt medlem av sekten, och den verkar ha haft en jämn könsfördelning. Man kallades då man fyllde tjugo, och pensionerades vid fyrtio. Fyra gånger om året under kvatemberveckorna ger sig medlemmarna av benandanti iväg på möten på kallelse av en annan benandante eller sin trupps anförare. De ger sig då av bara med själen, medan de lämnar kvar kroppen i sängen; innan de lösgjorde sig från kroppen, kunde de inte kommunicera med de andra. Detta beskriver samma fenomen som nu benämns ut-ur-kroppen-upplevelse, och är ett mycket viktigt kännetecken för medlemmarna.
Under mötena slåss benandanti mot "häxorna" med fänkålsstänger under ledning av sin kapten. Häxorna använde durrakäppar. De så kallade "häxorna" är också medlemmar av samma sekt, men av en annan grupp, som kallas malandanti (male betyder 'illa') och är benandantis motståndare. Det fanns både kvinnor och män på båda sidorna. Striden är rituell, och den kommande skörden bestäms av vilken sida som vinner. Därefter rider själarna tillbaka hem på harar eller katter och rastar i olika hus för att dricka.
Under tiden ligger kroppen "som död", och det är viktigt att den inte vänds med ansiktet nedåt, vilket skulle innebära att själen inte kan återvända och att människan dör. Själen beskrivs som "en råtta", som kilar in och ut ur munnen när den lämnar och återvänder till kroppen. Det sades också att under kampmötena deltog vissa som själar och vissa som kroppar.
Benandanti kallade detta sitt yrke och var stolta över det. De anlitades av grannar för att ta bort sjukdomar som orsakats av häxornas magi och ansågs vara ett slags mothäxor. Berömda benandanti som ställdes inför rätta var förutom Gasparutto, Maria Panzona 1619, Lunardo Badavin 1622 och Michele Soppo 1650.

## Kyrkans inställning
Kyrkan kände stor avsky för talet om att själen lämnade kroppen tillfälligt för att sedan återvända, eftersom detta enligt kyrklig tro var omöjligt; kyrkans doktrin lärde att själen och kroppen var oupplösligen förenade fram till dödsögonblicket. Därför pressade de benandanti att säga att detta var frågan om verkliga, fysiska möten.
Kyrkan vägrade också tro att benandanti kämpade på det godas sida, eftersom gud inte ansågs handla i hemlighet på nätterna, och därför att alla goda kristna skulle ha angett häxor, inte slagits rituellt med dem. Det var kyrkans åsikt, att benandanti också måste vara häxor, eftersom de var närvarande vid mötena, som kyrkan bedömde vara häxsabbater. Dessutom vägrade benandanti för det mesta att ange dessa häxor, som de slogs med, eftersom de sade sig bli pryglade av häxorna då. 
Kyrkans och inkvisitionens inställning till benandanti var att få de anklagade att beskriva mötena som en häxsabbat och få dem att erkänna att de var häxor. Om de erkände och sedan ångrade sig, blev de inte avrättade. Kyrkan verkar ha varit framgångsrik med detta, för allteftersom processerna blev fler och fler under 1600-talet, började de anklagade beskriva mötena mer som häxsabbater, och 1634 kom det första vittnesmålet som helt skildrar det som en klassisk häxsabbat. Benandanti själva blev också mer fientliga mot sina motståndare häxorna, och anmälde dem för häxeri. Allmänhetens inställning ändrades också från positiv till fientlig, och benandanti likställdes med häxor, från att från början varit mothäxor. Den sista stora benandantirättegången hölls 1649-1650, efter detta verkar kyrkan inte ha varit intresserad av att ta upp fler fall.

## Det första fallet
Gasparutto hade angivits av byprästen, som hade hört av en bagare att Gasparutto botade förhäxade människor från förtrollningar och sjukdom och umgicks med trollkarlar om nätterna. Detta första mål avskrevs som dumheter, men 1580 togs fallet upp igen. Denna gång vägrade han först att säga något, men upprepade till slut sin tidigare bekännelse.    
Efter att ha suttit i inkvisitionens fängelse en tid, ändrade han sin historia för att den skulle motsvara den tolkning kyrkan gjorde. Han sade då att benandantis i kampen på ängen anfördes av en ängel med vit hud och ett förgyllt vitt sidenbaner med ett lejon, och häxorna av djävulen i gestalt av en svart ängel med svart hud och ett rött förgyllt sidenbaner med fyra svarta djävlar.
Han angav även en annan benandanti, Battista Moduco. Moduco tog starkt avstånd från denna andra beskrivning, och det är tydligt att Gasparutto helt enkelt omtolkade sin historia såsom kyrkan ville höra den.
Den 21 november 1581 dömdes både Gasparutto och Moduco för kätteri och för att vara häxmästare, men eftersom de båda ångrat sig dömdes de inte till döden utan till sex månaders fängelse, botgöring och offentligt avsvärande av sina synder inför allmänheten.   